# Szarm el-Szejk

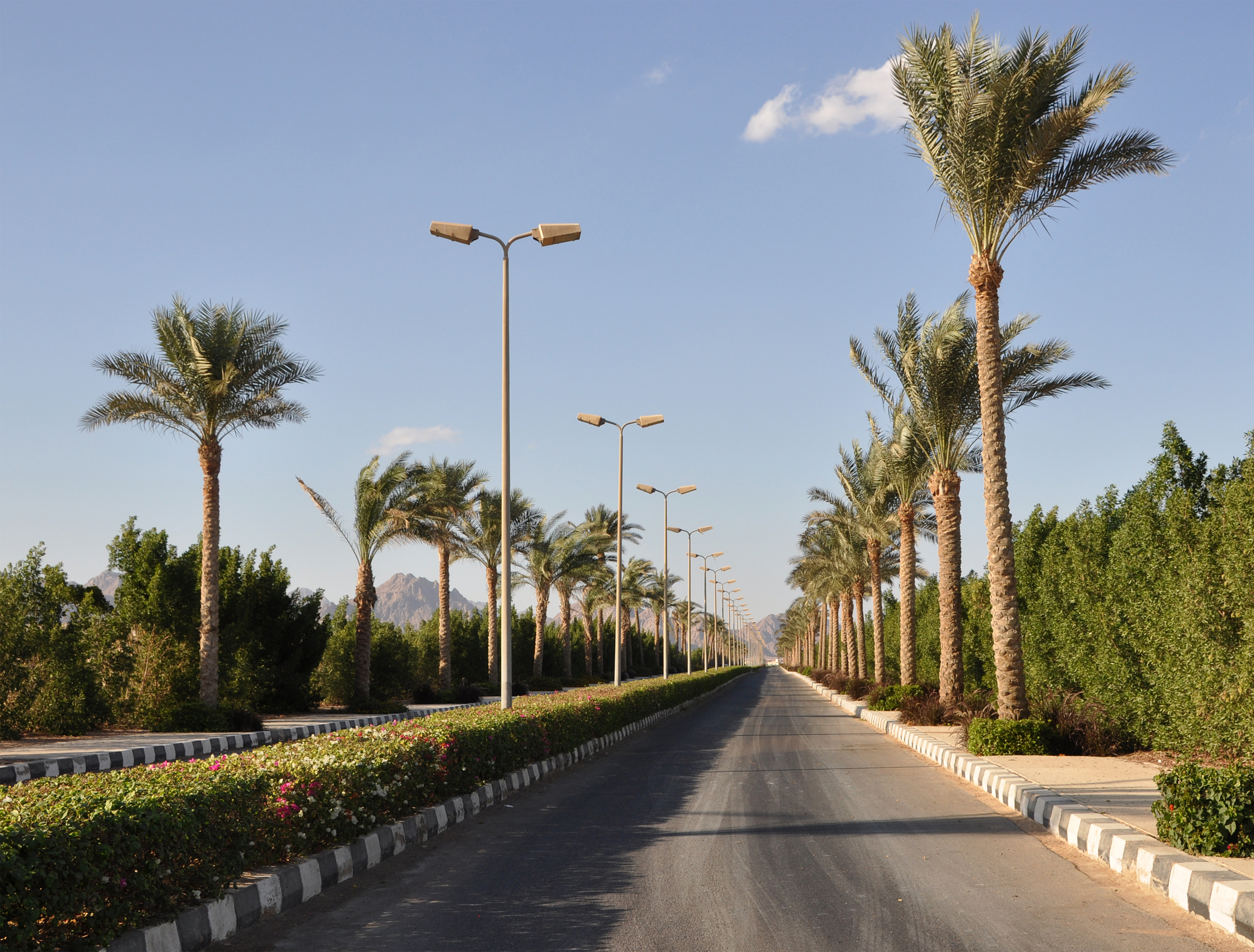
Jedna z ulic miasta

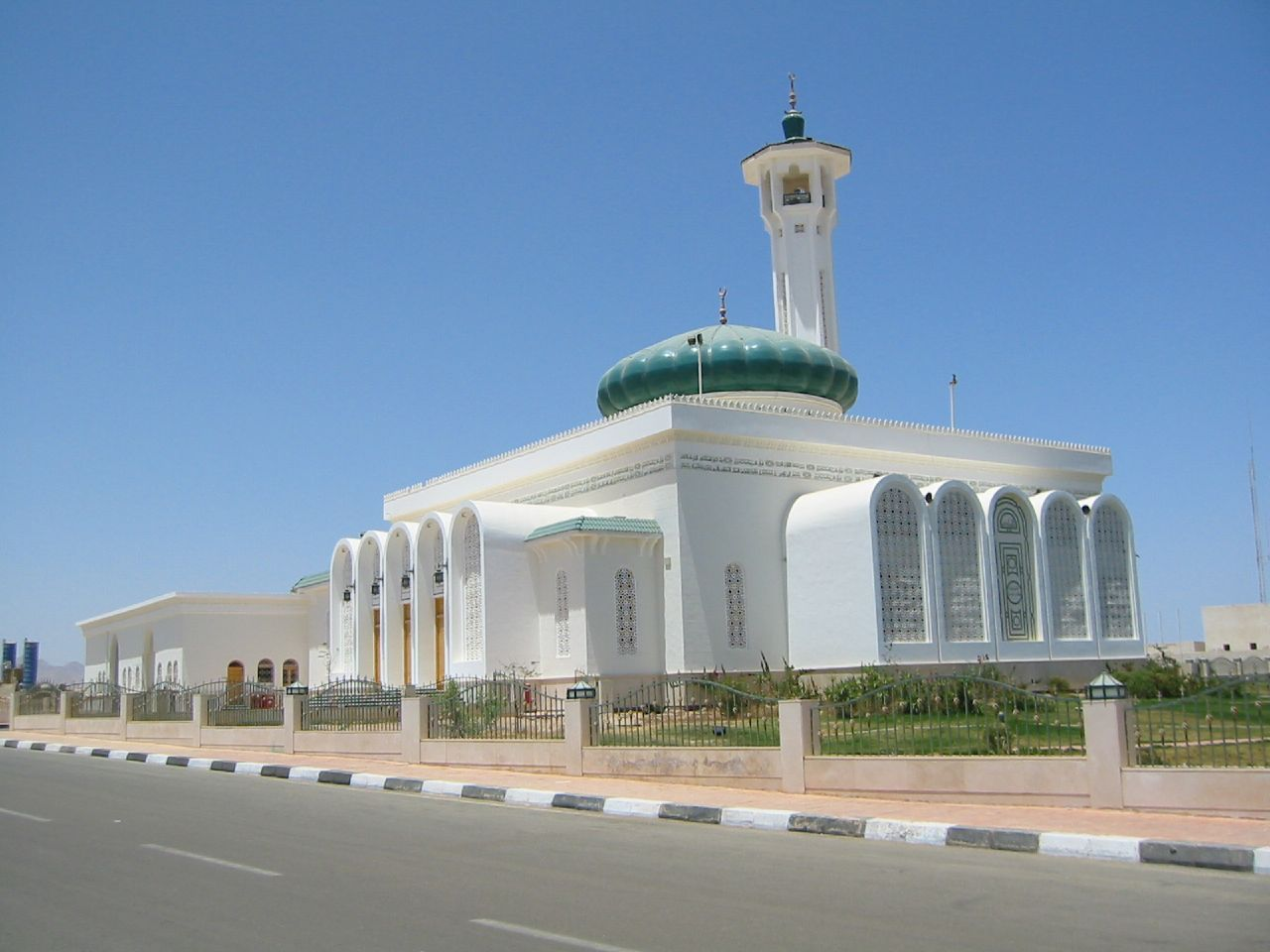
Meczet w Szarm el-Szejk

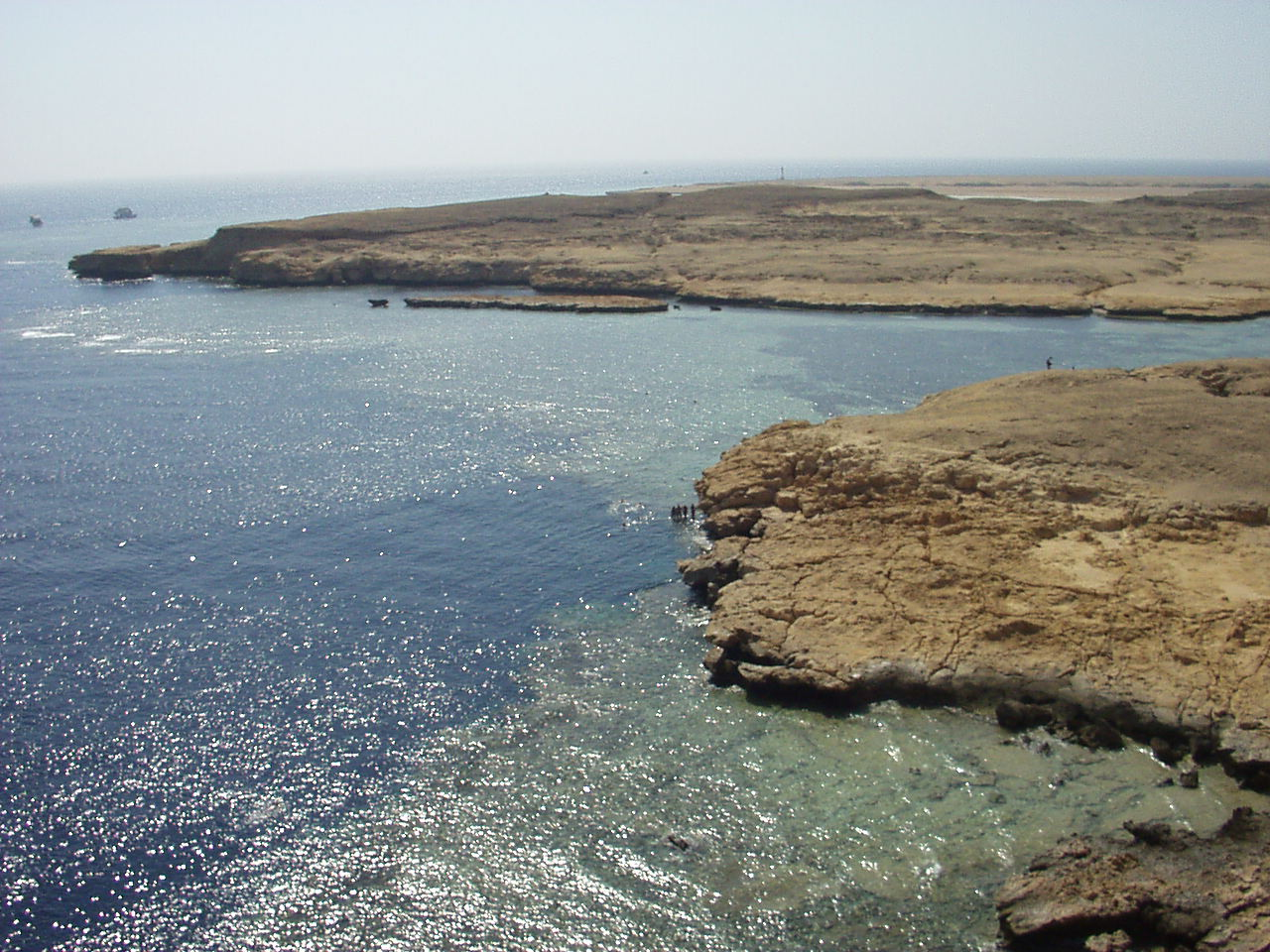
Rafa koralowa w Ras Muhammad

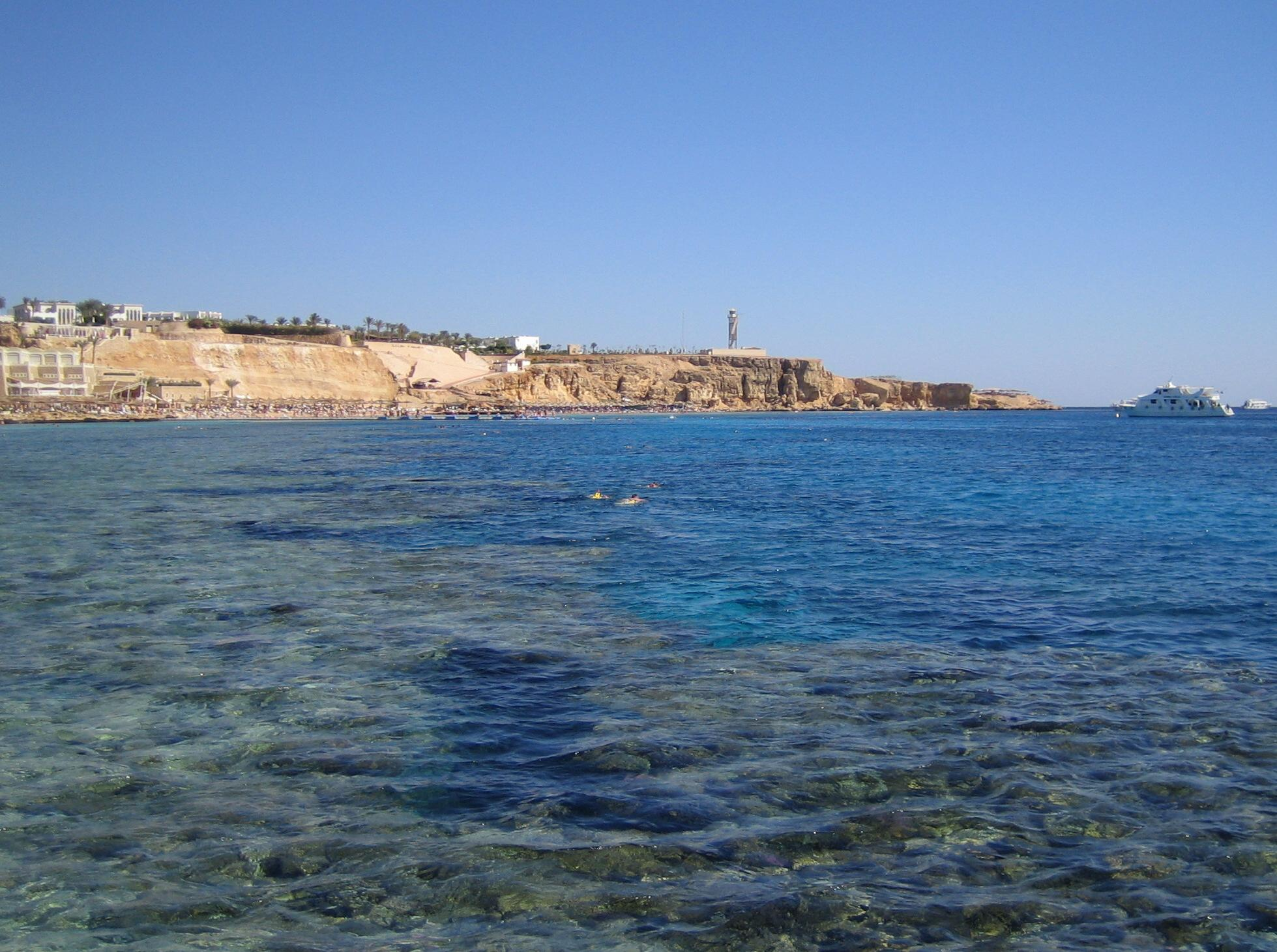
Klifowe wybrzeże pomiędzy dzielnicami Hadaba i Ras Umm Sidd

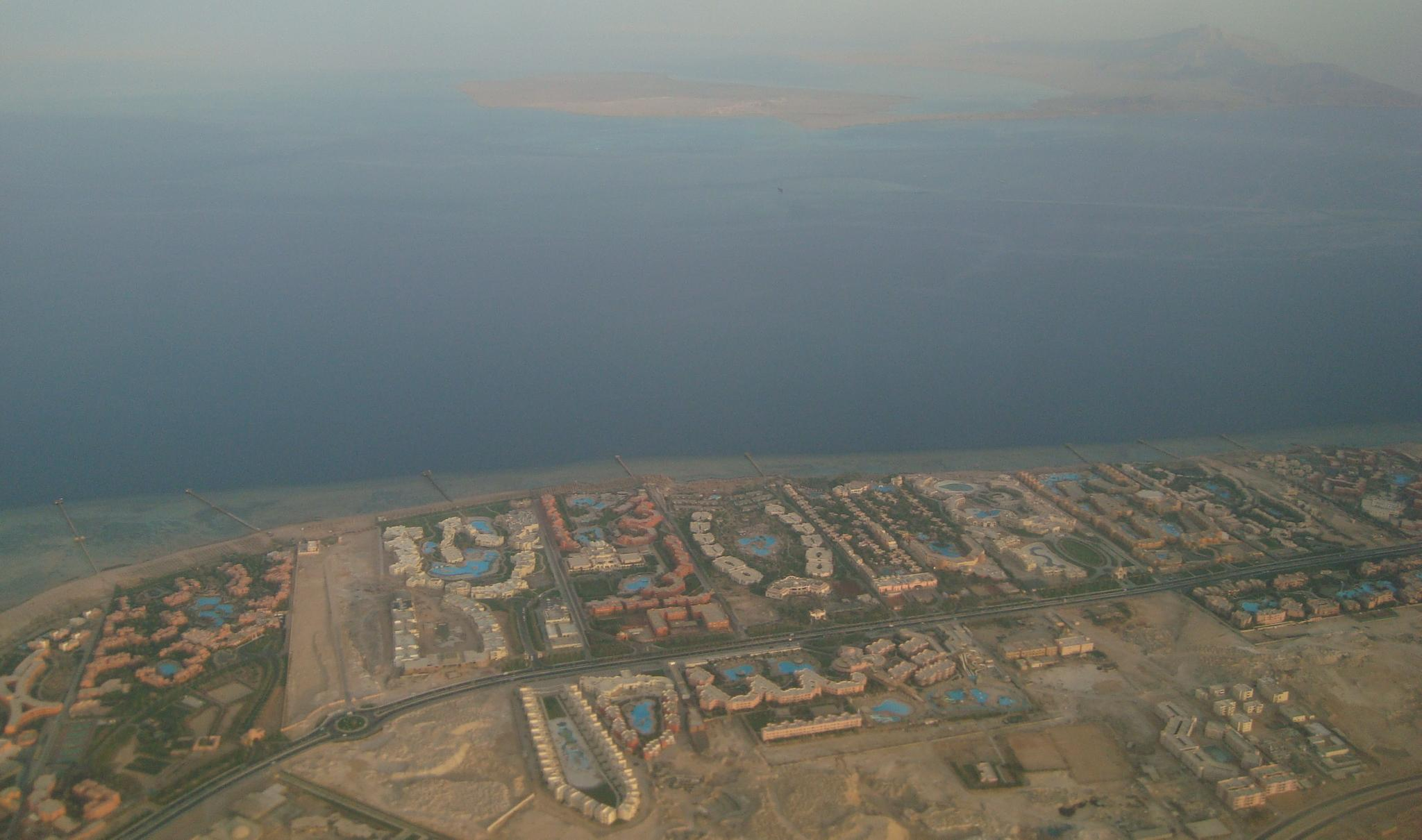
Widok z lotu ptaka na Cieśninę Tirańską i Wyspę Tiran

Szarm el-Szejk (ar: شرم الشيخ = Szarm asz-Szajch (wym. egipska [ˈʃɑɾm eʃˈʃeːx]), co znaczy Zatoka Starca lub błędnie Zatoka Szejka; ang. Sharm el-Sheikh) – miasto i kurort w azjatyckiej części Egiptu, w południowej części półwyspu Synaj (muhafaza Synaj Południowy), leżące nad brzegiem Morza Czerwonego (Riwiera Morza Czerwonego) w tzw. Złotej Zatoce Riwiery Morza Czerwonego (nazywana w czasie okupacji izraelskiej Zatoką Salomona), składającej się z wielu mniejszych zatok, w odległości 80 kilometrów na południe od góry Synaj. Miasto jest usytuowane pomiędzy Parkiem Narodowym Świętej Katarzyny, parkiem narodowym Ras Muhammad oraz rezerwatem Nabk. Według spisu ludności w 2006 roku miasto zamieszkiwało ok. 38 tysięcy stałych mieszkańców.
Podstawą gospodarki Szarm el-Szejk jest turystyka – uprawianie sportów wodnych, np. nurkowania i snorkelingu. Infrastruktura turystyczna jest tu rozwinięta na zadowalającym poziomie: hotele i restauracje kilku dużych, międzynarodowych sieci, także pola golfowe oraz wiele innych obiektów rekreacyjnych.

## Historia

### Egipska baza marynarki wojennej i okupacja Izraela
Strategiczne położenie Szarm el-Szejk doprowadziło do przekształcenia małej wioski rybackiej i utworzenia, po II wojnie światowej, egipskiej bazy marynarki wojennej.
W 1956 roku podczas konfliktu z Izraelem Egipt stracił tę ówczesną osadę rybacką, która w 1957 roku powróciła do Egiptu. Do 1967 r. stacjonowały tu siły pokojowe ONZ. W obecnej dzielnicy Hadaba w roku 1960 mieścił się egipski garnizon wojskowy.
W 1967 roku w jej okolicach nastąpiła blokada morska Cieśniny Tirańskiej, ogłoszona przez egipskiego prezydenta Nassera, uniemożliwiająca żeglugę izraelskich statków po Morzu Czerwonym. Doprowadziło to do wojny z Izraelem, w wyniku której Izraelczycy zajęli półwysep Synaj wraz z Szarm el-Szejk (wówczas mała osada rybacka). Z okazji jego zdobycia ułożono popularną izraelską piosenkę Szarm el-Szejk.
Wkrótce Izraelczycy rozbudowali tę osadę. Po roku 1967 powstało miasto. Nazywało się Ofira (hebr: אופירה) – od biblijnej krainy Ofir. Nazwa ta była w użyciu do 1982 roku. Ofirę zamieszkiwało wówczas 500 żydowskich rodzin (ok. 2 tys. osób). 14 maja 1968 roku otwarto lotnisko wojskowe Sił Powietrznych Izraela pod hebrajską nazwą Ofira, a w 1976 roku otwarto cywilny port lotniczy Ofira. Głównym celem inwestycji Izraelczyków w tym miejscu było uniemożliwienie Egiptowi blokowania Cieśniny Tirańskiej oraz kontrolowanie szlaku drogowego pomiędzy Ejlatem a wybrzeżem Zatoki Sueskiej. Ważną rolę zaczęła odgrywać turystyka, bowiem wpływy z niej wykorzystywano do finansowania kosztów izraelskiej okupacji wojskowej i osadnictwa na Synaju. Pod koniec lat 70. XX w. wybudowano port morski Szarm el-Szejk.

### Powrót do Egiptu
Zachodnia (starsza) część miasta powróciła do Egiptu w 1979 roku, a całość w obecnych granicach administracyjnych w 1982 roku. Osadnicy żydowscy zostali wysiedleni do Izraela, a ich osada nie została zburzona – jak to miało miejsce wówczas z innymi osadami żydowskimi na Synaju – ale zajęta głównie przez Egipcjan przybyłych z afrykańskiej części Egiptu, a potem również przez miejscowych beduinów.
Od tego czasu następuje gwałtowna rozbudowa bazy hotelowo-turystycznej. Łączna liczba ośrodków turystycznych wzrosła z 3 w 1982 roku do 91 w 2000 roku, a obecnie ich liczba wzrosła do ponad 500. W ciągu kilku ostatnich lat powstało kilkanaście specjalnych turystycznych osiedli, gdzie obcokrajowcy nabywają mieszkania. Miasto pozyskało kilka renomowanych firm zarządzających hotelami (Hyatt Regency, Accor, Marriott, Le Méridien, Four Seasons, Ritz-Carlton i innych) (3 do 5 gwiazdek). W 2007 roku otwarto aquapark połączony z hotelem o łącznej powierzchni 133 905 m². W mieście wybudowano kilka obiektów sieci gastronomicznych (Starbucks, Hard Rock Cafe, McDonalds, KFC i innych).
Od 23 do 28 sierpnia 2002 roku odbyły się tu Otwarte Mistrzostwa Świata w Pływaniu FINA 2002 na długości 5, 10 i 25 km. 19 stycznia 2003 roku była tu meta Rajdu Dakar, a dzień wcześniej meta najdłuższego odcinka tego rajdu z Abu Risz. 3 stycznia 2004 roku w Morzu Czerwonym koło miasta, miała miejsce katastrofa samolotu w której zginęło 148 osób. 23 lipca 2005 r. w mieście doszło do zamachów bombowych, w wyniku których zginęły 64 osoby. 23 maja 2007 roku otwarto drugi nowoczesny terminal lotniska oraz wielki meczet. W ciągu ostatniej dekady (1999–2009) Szarm el-Szejk był miejscem spotkań przywódców światowych (m.in. pokojowych spotkań bliskowschodnich i forach ekonomicznych) w specjalnym wybudowanym w tym celu centrum konferencyjnym. W czasie egipskich protestów w 2011 roku w mieście do nich nie doszło. Odbyła się tylko ok. 300-osobowa pokojowa demonstracja poparcia dla prezydenta Hosni Mubaraka, który miał tu swoją rezydencję.
Stali mieszkańcy miasta – ich liczba ciągle wzrasta – to głównie pracownicy hoteli i obsługi turystycznej i administracji państwowej. Mieszkańcami miasta są również obcokrajowcy – również Polacy – prowadzący tu głównie ośrodki nurkowe czy biura turystyczne, lub posiadający kupione tu mieszkania.
Jest to główne miejsce wypoczynkowe dla egipskich członków władz. Korzystają z niego również niektóre z europejskich i bliskowschodnich głów państwa i inni politycy.

## Infrastruktura
Granice miasta rozciągają się od okolic Ras Muhammad na południowym zachodzie aż do rezerwatu Nabk na północnym wschodzie. Całość miasta łączy główna ulica miasta – Peace Prospect Road.
Przyjęto zasadę, aby domy w mieście zbudowane były w formie małych kompleksów komfortowych willi, a wokół nich skupiona ma być zieleń połączona z nowoczesną infrastrukturą sklepów, restauracji, basenów i ogrodów. Ze względu na ograniczenia prawne budynki mają maksymalnie dwa piętra. Ze względu na rosnącą popularność tego kurortu, firmy krajowe, jak również zagraniczne, nie obawiają się inwestować pokaźnych sum pieniędzy w infrastrukturę miasta. Miasto zmienia się i rozrasta z roku na rok. Powstały nowe osiedla apartamentowców: Nabk Bay, Delta Szarm, Hajm-Salam, Chris czy Riwiera, a ostatnio wiele nowych obszarów mieszkalnych: Gold Szarm, San Szajn, Sunny Lake, Montaza i wiele innych.
Miasto dzieli się na kilka dzielnic, w tym na dwie główne: Szarm al-Maja (potocznie: Old Market lub Old City), czyli pierwotną część miasta oraz leżącą w odległości około 7 km Na’ama Bay, która traktowana jest jako główne centrum turystyczno-rozrywkowe. W zespole miejskim Szarm el-Szejk działa ponad 500 hoteli i ciągle budowane są nowe kompleksy wypoczynkowe. W mieście znajduje się 73% wszystkich miejsc noclegowych w muhafazie, z tego 88% to obiekty o najwyższej klasie (pięciogwiazdkowe). Były prezydent Egiptu i wielu bogatych przedstawicieli świata arabskiego posiadają tu prywatne rezydencje.
W dzielnicy Na’ama Bay znajduje się baza międzynarodowych obserwatorów Multinational Force & Observers (MFO), którzy mają obowiązek kontrolować półwysep Synaj, podzielony na zdemilitaryzowane pasy z posterunkami oznakowanymi pomarańczowymi flagami.
20 km od centrum znajduje się międzynarodowe lotnisko port lotniczy Szarm el-Szejk.
Na wschód od Szarm el-Szejk leży wyspa Tiran, oddzielona Cieśniną Tirańską. 25 km na południe od kurortu znajduje się park narodowy Ras Muhammad z bogactwem raf koralowych.
Obszar Szarm el-Szejk wynosi około 42 km², z tego:
- kompleksy hotelowo-wypoczynkowe 8,4% powierzchni miasta;
- inne usługi turystyczne 40,9%;
- zieleń i tereny otwarte 12,3%;
- usługi 9,9%;
- drogi 12,2%;
- zabudowa mieszkaniowa 13,7%;
- budynki beduinów 1,6%;
- handel, rzemiosło i mały przemysł 1%

### Transport
- Port lotniczy Szarm el-Szejk – największe lotnisko międzynarodowe na półwyspie Synaj; po ostatniej rozbudowie terminalu stało się nowoczesne i komfortowe, obsługujące ruch wewnątrzkrajowy oraz europejski (w tym kilka lotów czarterowych z Polski) i bliskowschodni.
- Port morski Szarm el-Szejk – trasy statków ograniczone są do regularnych linii do Hurghady (ok. 2 godz.), a także tras wycieczkowych i turystycznych, organizowanych zazwyczaj przez duże biura turystyczne.
- Przystań jachtowa Szarm el-Szejk – prywatne jachty
- Dworzec autobusowy Szarm el-Szejk (ang. Delta Sharm) – połączenia autobusowe z Kairem, Suezem, Ismailią, Luksorem, Aleksandrią i ważniejszymi miejscowościami Synaju.
- Liczne taksówki (w tym wieloosobowe) – przejazd lokalny i krajowy.

Pod koniec 2006 roku jedna z firm kuwejckich przedstawiła ofertę wybudowania pierwszej linii kolei magnetycznej w Egipcie, której koszt ma wynieść ok. 7,5 miliarda dolarów i ma być przeprowadzona w 3 etapach. Linia kolejowa połączy Nabk z centrum miasta. Druga zaś będzie przebiegać od At-Tur do Nabk, a trzecia z Szarm el-Szejk do Dahabu. Dotychczas nie zrealizowano jednak tego projektu.

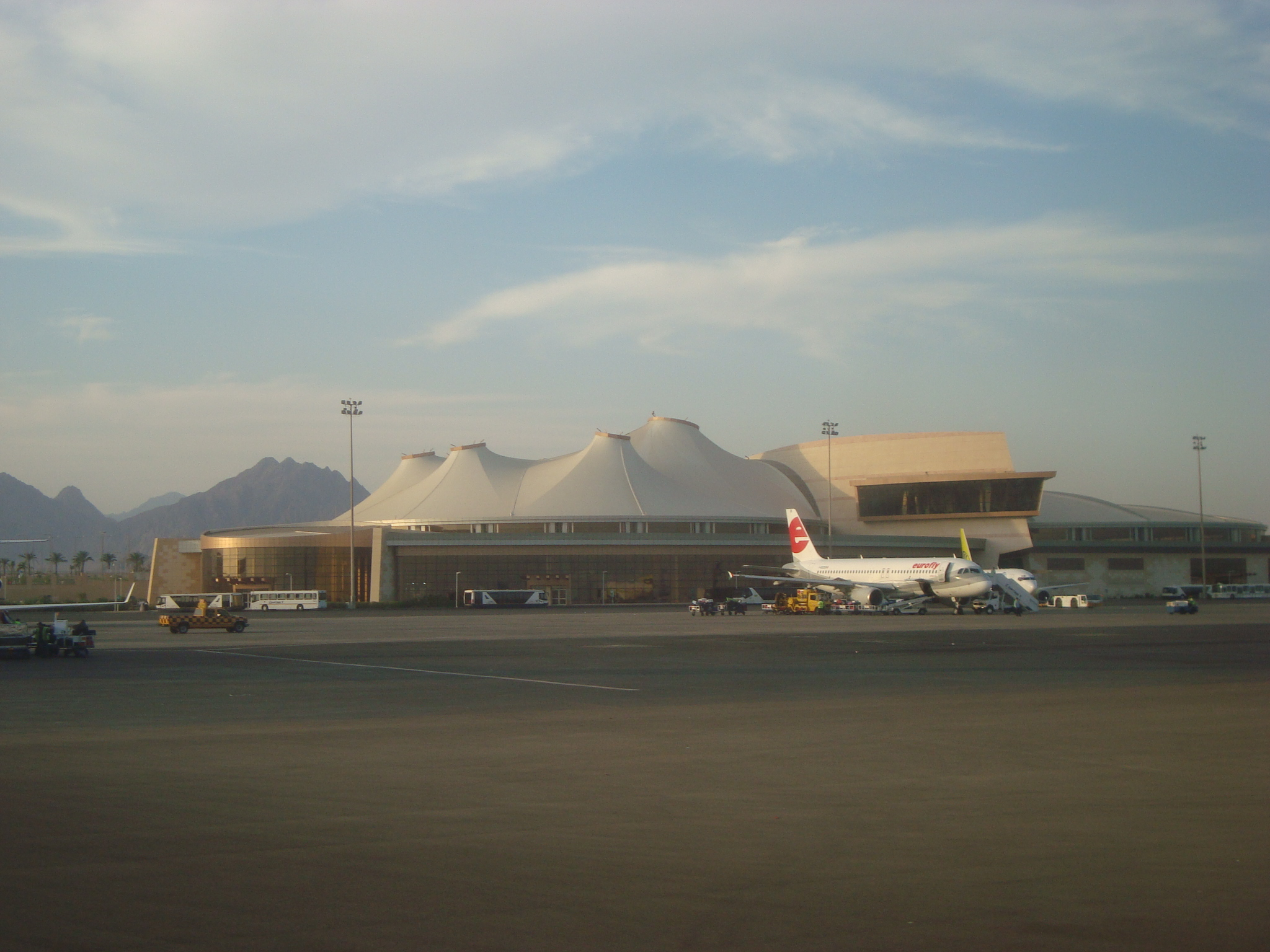
Międzynarodowe lotnisko w Szarm el-Szejk

Przybliżona odległość i czas podróży (z centrum):
- Dahab – 100 km (1 godzina jazdy samochodem)
- Klasztor Świętej Katarzyny, Góra Synaj – 250 km (3 godziny)
- Kolorowy Kanion – 200 km (3 godziny)
- Nuwajbi – 180 km (2 godziny)
- Taba – 230 km (3 godziny)
- At-Tur (centrum administracyjne muhafazy Południowy Synaj) – 90 km (1 godzina)
- Tunel pod Kanałem Sueskim – 360 km (4 godziny)
- Kair – 500 km (6-7 godzin)
- Aleksandria – (9 godzin)

Ze względu na polityczne znaczenie turystyki dla gospodarki Egiptu, wszyscy przybywający goście mają obowiązek wykupić wizę turystyczną ważną jeden miesiąc. Mogą to uczynić bezpośrednio na lotnisku (koszt – 25 USD). Jeśli turyści chcą pozostać tylko w mieście lub w miejscowościach Dahab, Nuwajbi, Taba albo zwiedzić górę Synaj nie muszą jej posiadać, wystarczy bezpłatna pieczątka w paszporcie Only Sinai (wiza jest już wymagana, aby zwiedzić pobliski Ras Muhammad).

## Konferencje pokojowe i ekonomiczne w Szarm el-Szejk

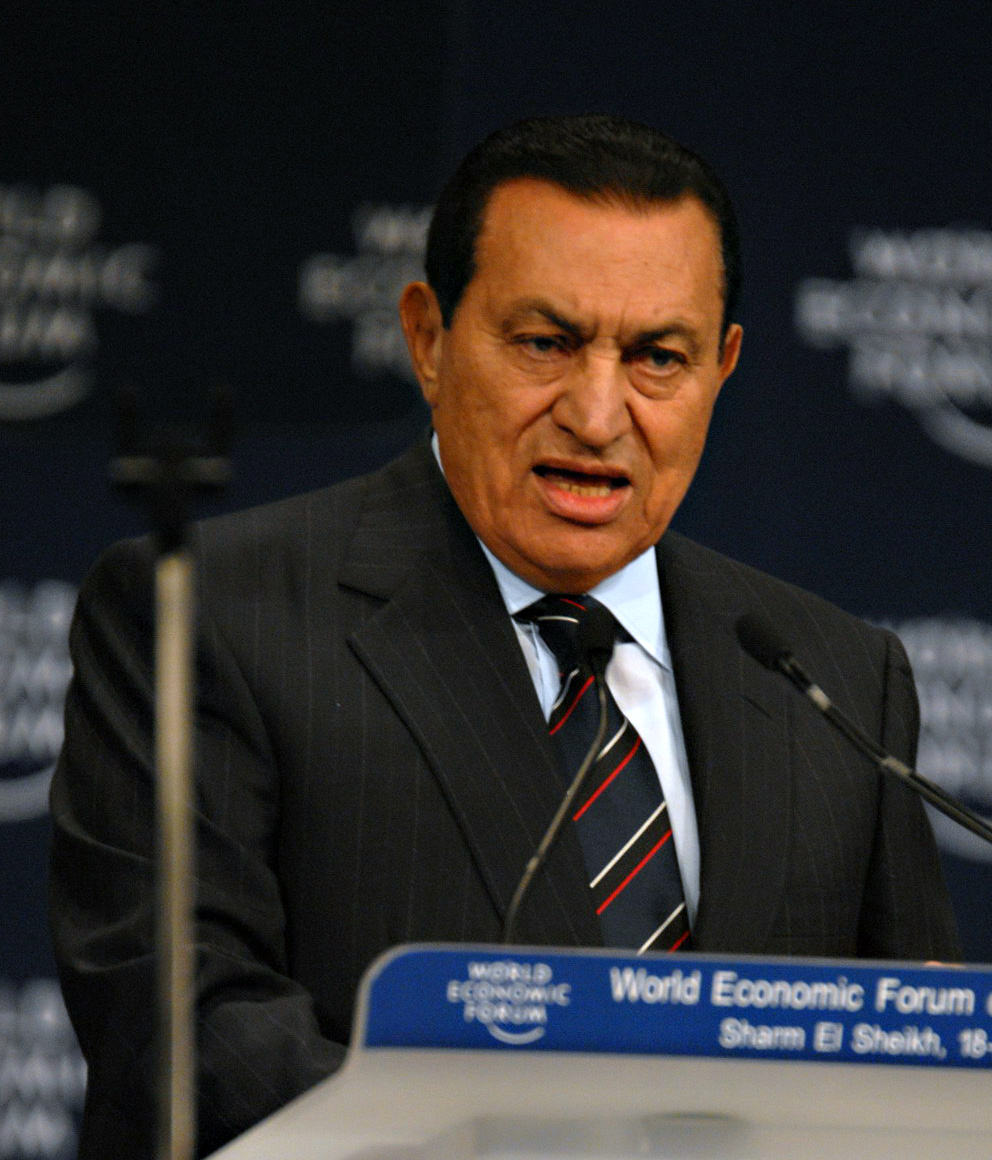
Hosni Mubarak przemawia na World Economic Forum on the Middle East w 2008 roku

Szarm el-Szejk to także miejsce spotkań przywódców światowych (m.in. pokojowych spotkań bliskowschodnich) w specjalnym centrum konferencyjnym (na 4700 miejsc), znajdującym się w pobliżu lotniska. Dlatego miasto nazywane jest czasami Miastem Pokoju.
Odbyły się tu liczne konferencje ekonomiczne (m.in. Banku Światowego) oraz pokojowe, których gospodarzem był prezydent Egiptu Hosni Mubarak. Niektóre z nich to szczyt pokojowy z 1996 roku z udziałem przywódców z ok. 70 krajów i organizacji międzynarodowych, oraz szczyt państw grupy G-15, który odbył się po raz pierwszy w Egipcie w 1998 roku. W owym roku odbyło się jeszcze kilka szczytów krajów arabskich. 4 września 1999 roku zawarto porozumienie w celu przywrócenia rządów palestyńskich w Strefie Gazy, tzw. Memorandum Szarm el-Szejk. Kolejny szczyt pokojowy odbył się 17 października 2000 roku po wybuchu drugiej palestyńskiej intifady. W tym samym roku odbyło się Forum Światowej Organizacji Handlu. W owym roku i dwóch następnych odbyło się kilka szczytów pokojowych i związanych z walką z terroryzmem. Szczyt pokojowy odbył się też 3 sierpnia 2005 roku w sprawie zmian w świecie arabskim, takich jak sytuacja w Iraku i konflikt arabsko-izraelski. W dniach 18-20 maja 2008 roku odbyło się tu bliskowschodnie Światowe Forum Ekonomiczne. 3 marca 2009 roku odbył się szczyt w sprawie odbudowy Strefy Gazy po zniszczeniach w izraelskiej Operacji Płynny Ołów przeciwko Hamasowi. W konferencji brało udział 45 ministrów spraw zagranicznych z całego świata, zdecydowano na niej przekazać prawie 4,5 miliarda dolarów na jej odbudowę.

## Klimat
Temperatura w okresie zimowym (od listopada do marca) wynosi w dzień od 15 do 35 stopni Celsjusza, w miesiącach letnich (od kwietnia do października) od 20 do 45 stopni Celsjusza. Temperatura wody Morza Czerwonego waha się od 21 (okres zimowy) do 28 (a miejscami nawet do 32) stopni Celsjusza latem. Jednak niska wilgotność powietrza (ok. 4%) pozwala na znoszenie tych wysokich temperatur. Opady deszczu należą tu do niezwykłej rzadkości, suche i ciepłe powietrze jest we wszystkich porach roku.
| Miesiąc                           | Sty  | Lut  | Mar  | Kwi  | Maj  | Cze  | Lip  | Sie  | Wrz  | Paź  | Lis  | Gru  | Roczna |
| --------------------------------- | ---- | ---- | ---- | ---- | ---- | ---- | ---- | ---- | ---- | ---- | ---- | ---- | ------ |
| Średnie temperatury w dzień [°C]  | 21.6 | 22.7 | 25.4 | 29.8 | 34   | 36.9 | 37.5 | 38.9 | 36.6 | 32.2 | 28   | 24.2 | 31,2   |
| Średnie temperatury w nocy [°C]   | 13   | 13.6 | 16.1 | 19.9 | 23.5 | 26.1 | 27.3 | 28.7 | 26.3 | 23.9 | 18.6 | 16.1 | 20,8   |
| Opady [mm]                        | 0    | 1    | 2    | 0    | 0    | 0    | 0    | 0    | 0    | 1    | 0    | 1    | 5      |
| Średnie usłonecznienie [h]        | 279  | 251  | 310  | 300  | 341  | 390  | 403  | 372  | 330  | 310  | 270  | 248  | 3804   |
| Źródło: Climate Charts 26.09.2009 |      |      |      |      |      |      |      |      |      |      |      |      |        |

## Turystyka
W mieście obowiązują – promowane przez przemysł turystyczno-rozrywkowy – trzy zasady: "Odpoczywaj, pływaj i baw się!". Według branży turystycznej, miasto jest perłą egipskich kurortów, nie bez przyczyny nazywane Złotym Przylądkiem.
- Ośrodki hotelowe: Kurort znany jest z ponad 500 ośrodków wypoczynkowych zlokalizowanych nad Morzem Czerwonym, na Riwierze Morza Czerwonego. Zabudowa hoteli to w większości budynki dwukondygnacyjne wkomponowane w tereny zielone. Obecnie prawie cała linia brzegowa jest już nimi zabudowana, obecnie prowadzi się nowe budowy w drugiej i dalszych liniach od wybrzeża. Szarm el-Szejk to najbogatsza część Synaju. Zamieszkują ją szejkowie, którzy stawiają na rozwój i popularyzację regionu, stąd tak doskonała infrastruktura i serwis turystyczny na najwyższym światowym poziomie. Tutaj swoje rezydencje posiadają również były prezydent Hosni Mubarak oraz liczni arabscy politycy i biznesmeni. Kurort jest miejscem wypoczynkowym dla wielu głów państw z całego świata.
- Ośrodki nurkowe: Różnorodność świata morskiego – występuje tu 255 różnych raf koralowych (które można zwiedzić) i ponad 1000 gatunków ryb w ciepłych wodach morskich – sprawiło, że istnieją tu liczne bazy nurkowe, prawie 140 szkół i baz nurkowania (dysponującymi łącznie ponad 300 łodziami). Do połowy lat 80. XX w. do miasta przybywali niemal wyłącznie amatorzy nurkowania. Dzisiaj stanowią oni zaledwie 20-30% ogólnej liczby turystów, w tym sporej grupy z Polski. Miasto ma do zaoferowania ponad 30 miejsc nurkowych, dostępnych zarówno z brzegu jak i z łodzi, które są oznakowane bojami – od płytkich ogrodów koralowych do wraków i stromych ścian zarówno dla początkujących i doświadczonych nurków oraz dla uprawiających snorkeling.
- Ośrodki sportowe, turystyczne i rozrywkowe: Miasto posiada również zaplecze do uprawiania sportów wodnych i innych rekreacji (np. delfinaria, pola golfowe, korty tenisowe, porty jachtowe, park wodny, centrum rozrywkowe Z Tysiąca i Jednej Nocy z przedstawieniami arabskimi, beduińskimi, tory gokartowe, skoki bungee, lub na trampolinie). W dzielnicy Na’ama Bay znajdują się liczne dyskoteki, kluby nocne, restauracje i kasyna znanych międzynarodowych sieci. Region miasta obfituje w liczne dobrze oznaczone i przygotowane trasy rowerowe, dające możliwości jazdy po terenach miejskich, piaszczystych wydmach i po terenach górskich. Przy szlakach działają wypożyczalnie sprzętu rowerowego. W okolicy również wyznaczone są trasy dla quadów, safari na motocyklach, konne i wielbłądzie szlaki turystyczno-krajoznawcze. Organizowane są również rejsy statkami (w tym ze szklanym dnem i ścianami). W mieście działają liczne wypożyczalnie motorowerów, samochodów osobowych i terenowych.
- Rafy koralowe: Niemal cały brzeg w Szarm el-Szejk stanowią podwodne ogrody koralowców. W okolicach miasta można podziwiać namorzyny, znajduje się tutaj ok. 50% ogólnej liczby tych drzew rosnących na całej północnej półkuli i jest to najbardziej wysunięty na północ las namorzynowy. W bliskim sąsiedztwie miasta znajduje się Park Narodowy Ras Mohammed obejmujący rozległy obszar pustynny oraz urzekające rafy koralowe i Obserwatorium Rekinów. W okolicznych ciepłych wodach morskich występuje ponad 250 różnych raf koralowych i 1000 gatunków ryb.
- Ośrodek turystyczno-krajoznawczy: Miasto to również baza wypadowa do innych atrakcji turystycznych tego regionu Synaju (m.in. góra Synaj, Klasztor Świętej Katarzyny, Kolorowy Kanion, Blue Hole, Sarabit al-Chadim, Hammam Faraun, miejsca historyczno-krajoznawcze w pobliskim Parku Narodowym Świętej Katarzyny), jak również do Ziemi Świętej, wyspy Tiran, Kairu, Luksoru, Abu Simbel i okolic Hurghady czy Petry w Jordanii. Szarm el-Szejk jest często miastem tranzytowym wycieczek objazdowych do Izraela oraz Jordanii.

Według ULC w 2010 roku był to jeden z najpopularniejszych kierunków lotniczej podróży turystycznej z Polski z 408,8 tys. turystów.

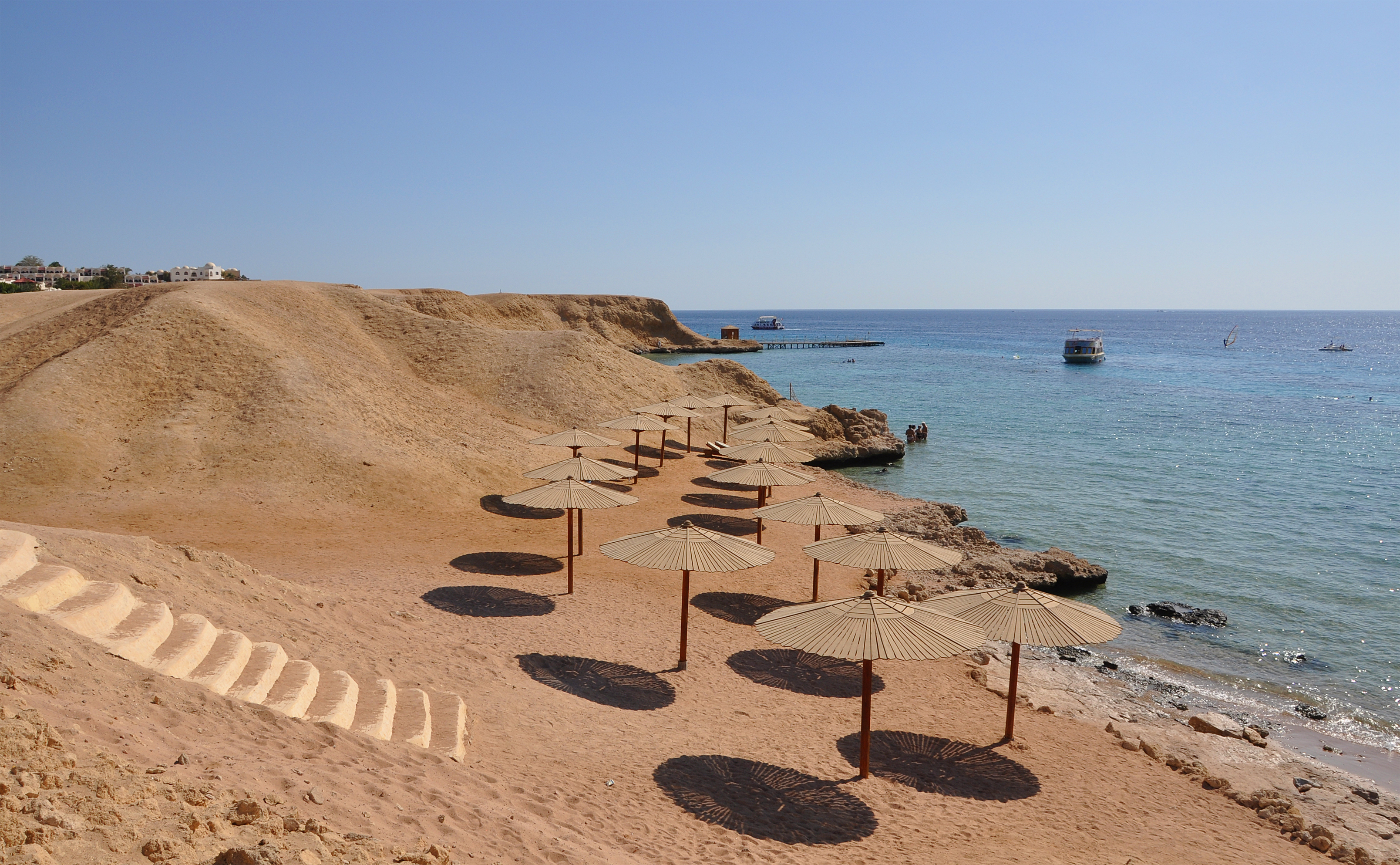
Plaża hotelowa w Naama Bay
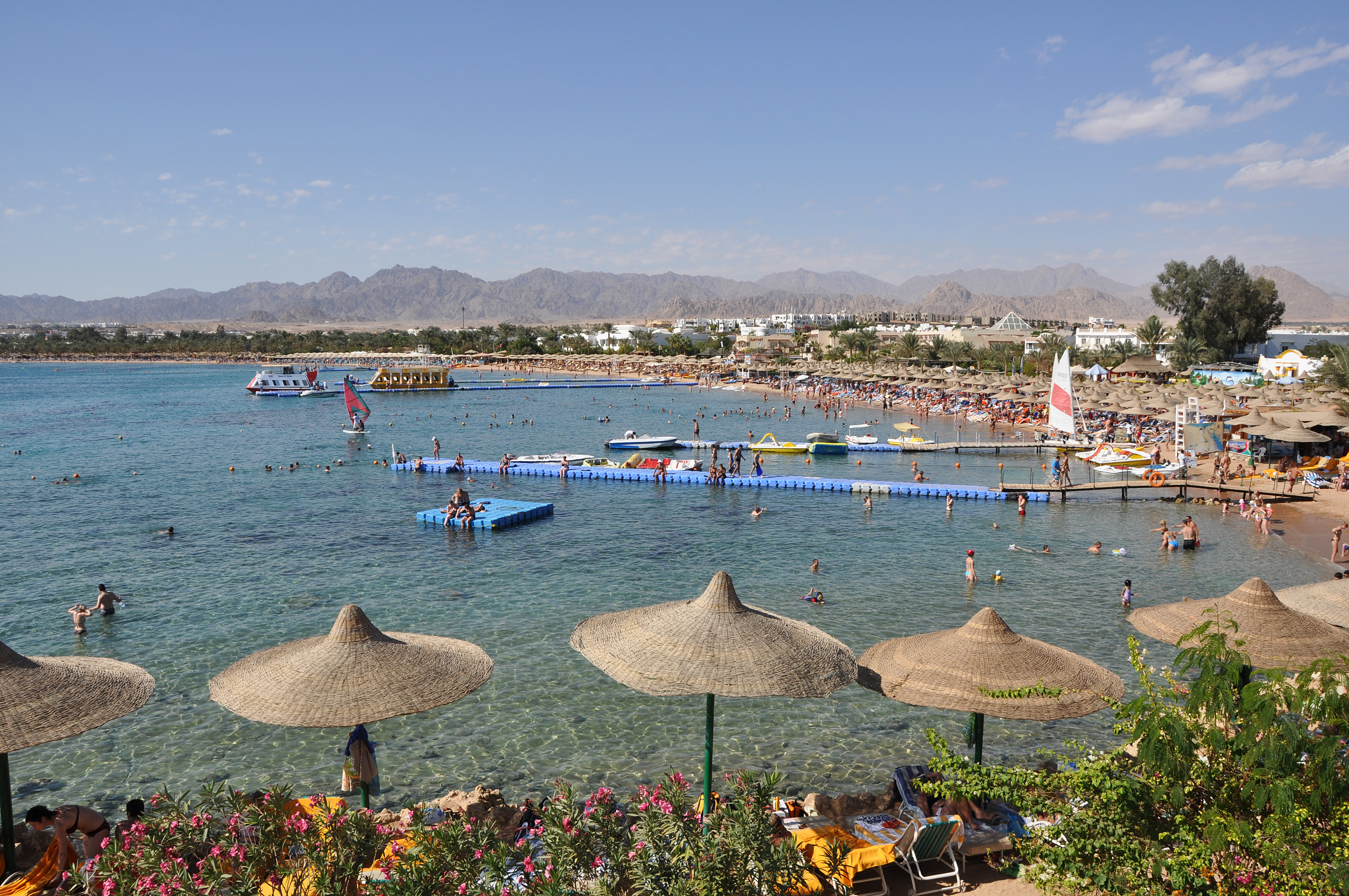
Widok na zatokę w Naama Bay
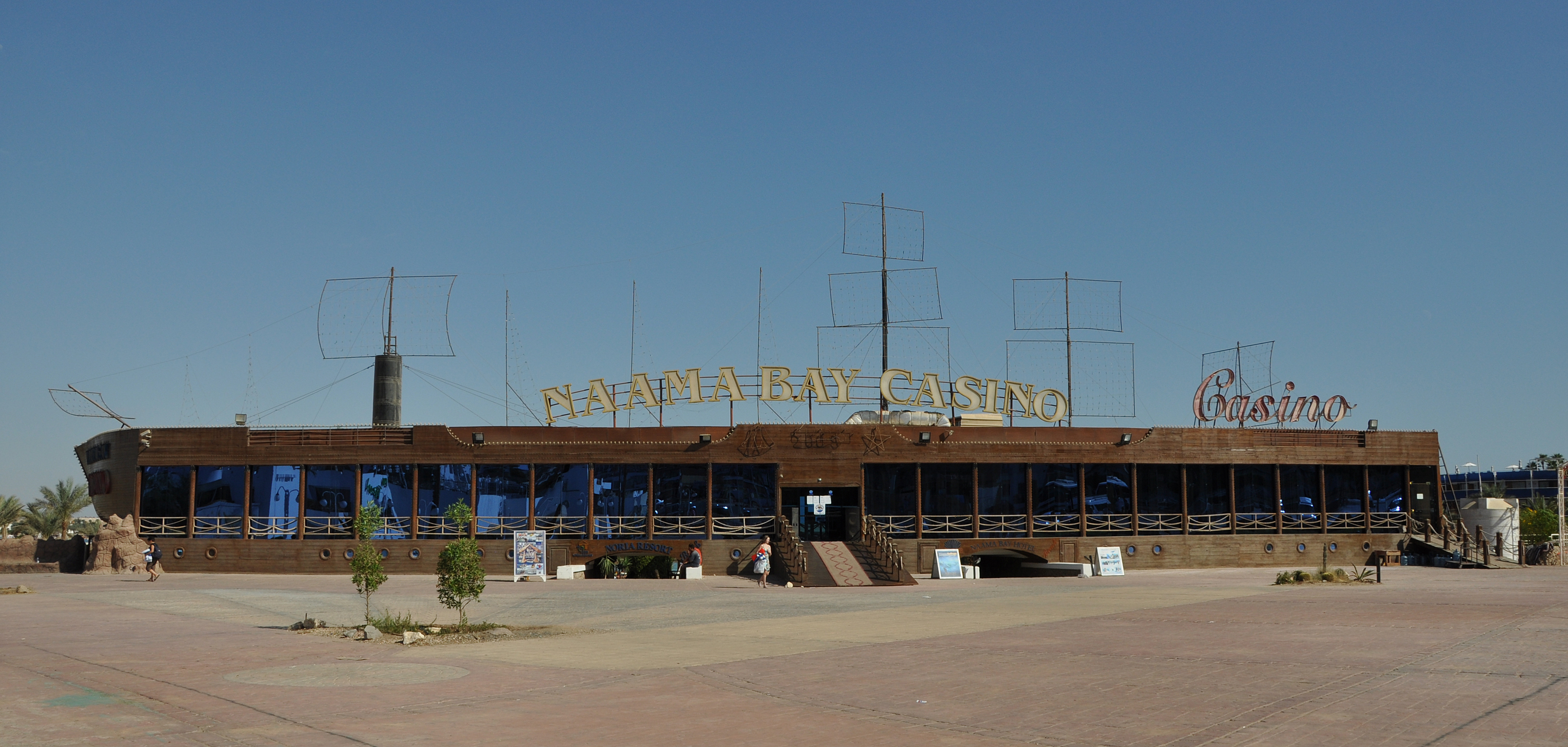
Kasyno w Naama Bay
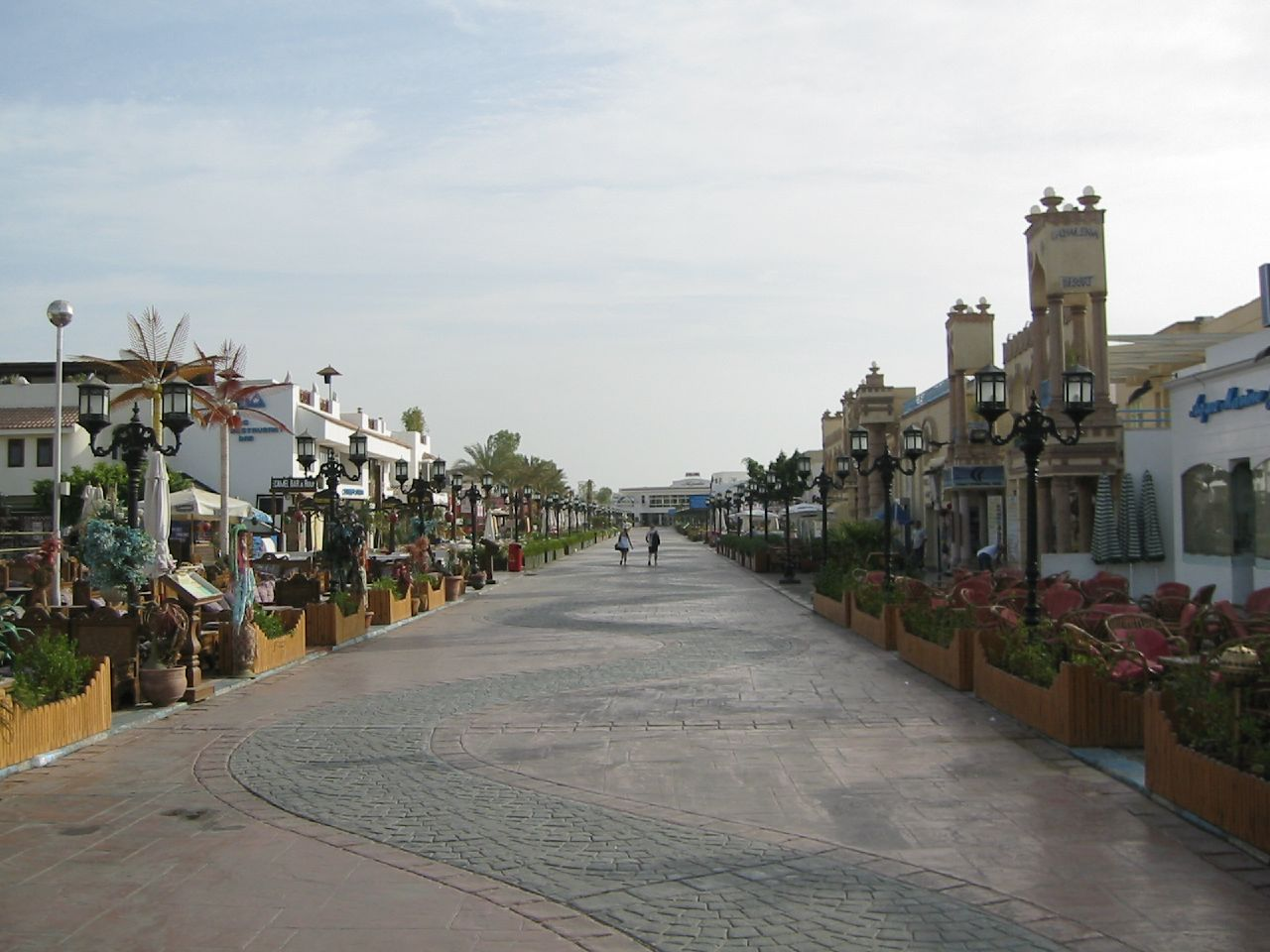
Deptak (centrum gastronomiczno-rozrywkowo-handlowe) w Naama Bay
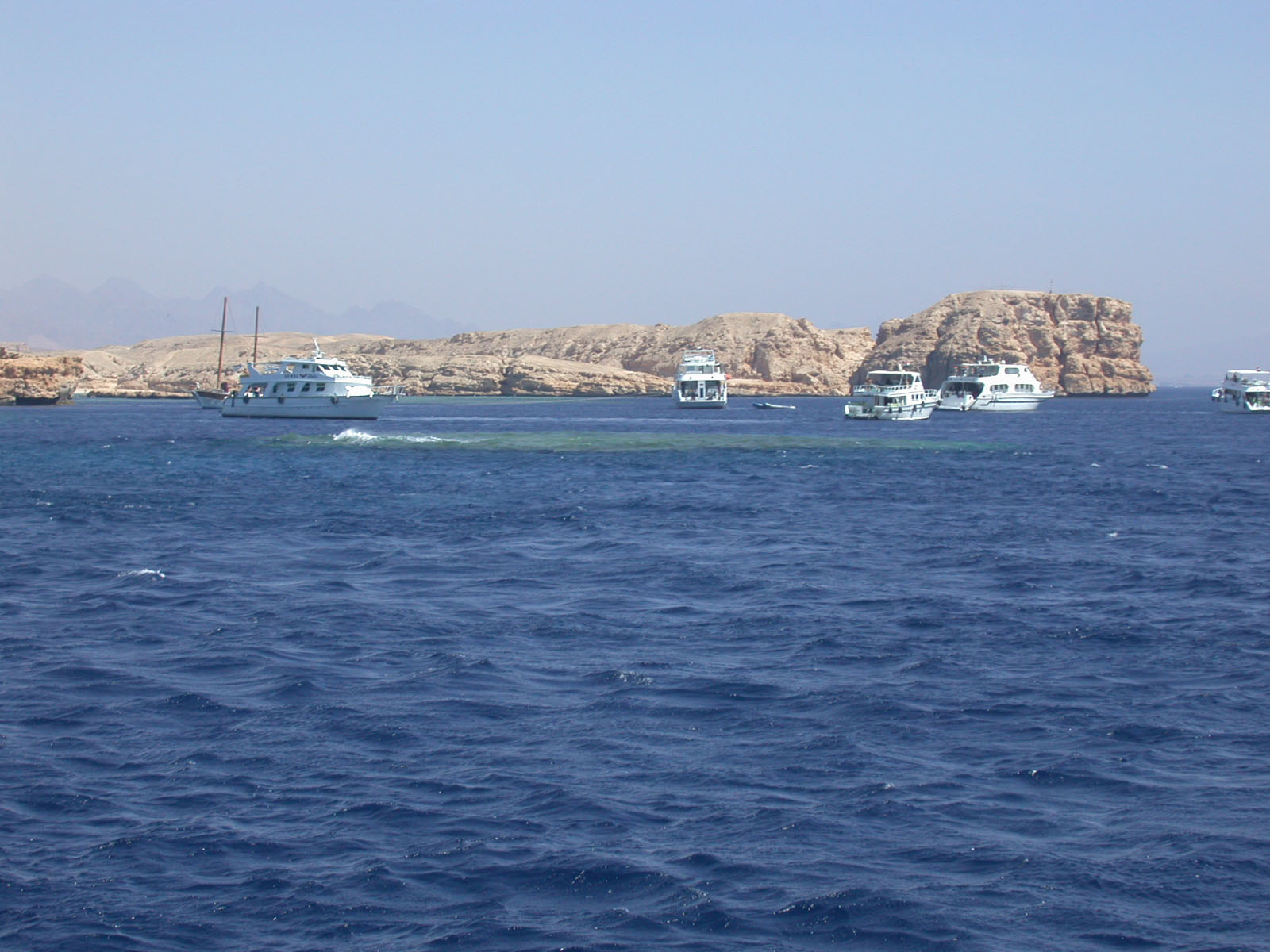
Rafy koralowe Shark Reef i Yolanda Reef w Ras Muhammad
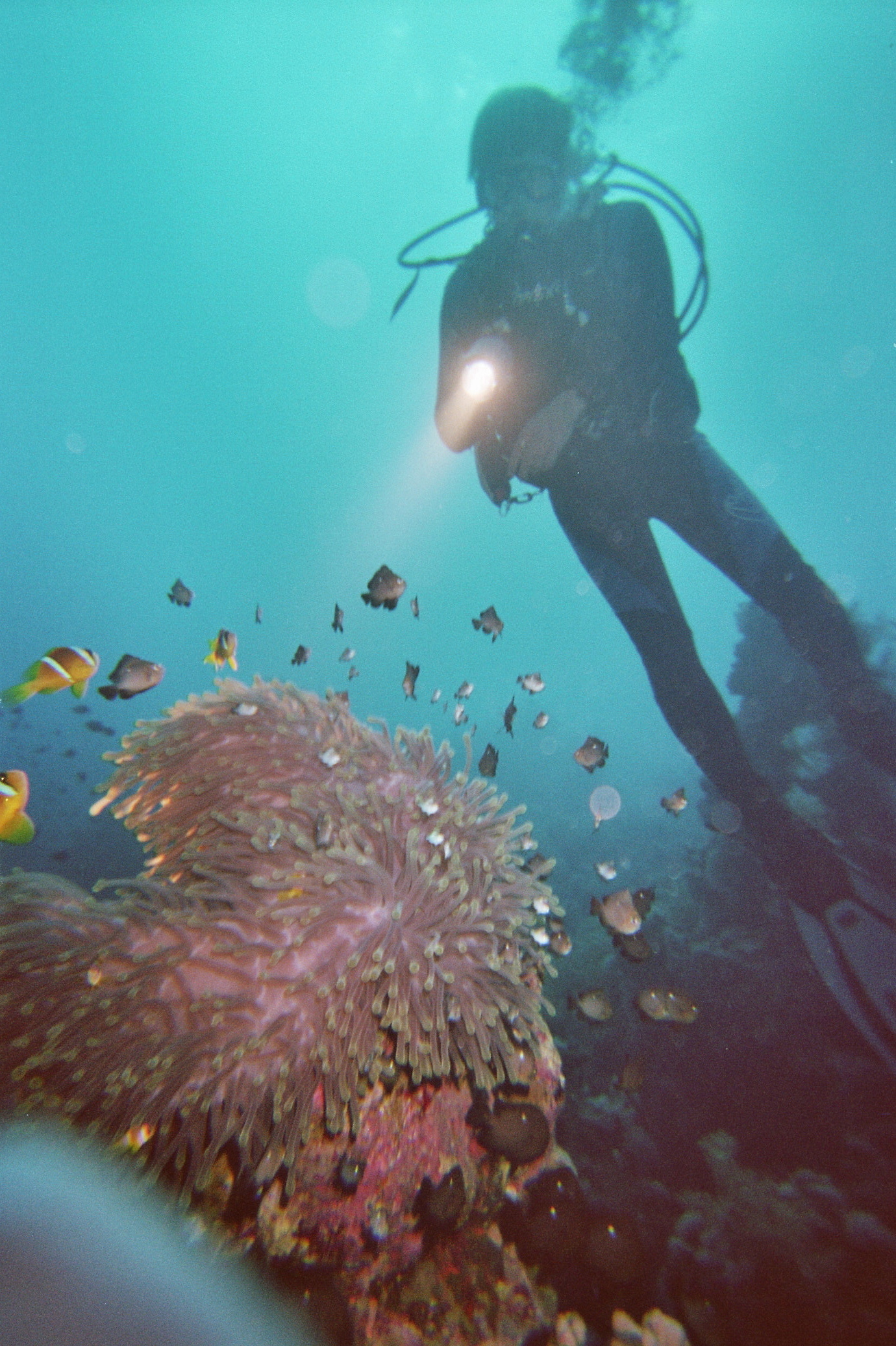
Płetwonurkowie w wodach Morza Czerwonego
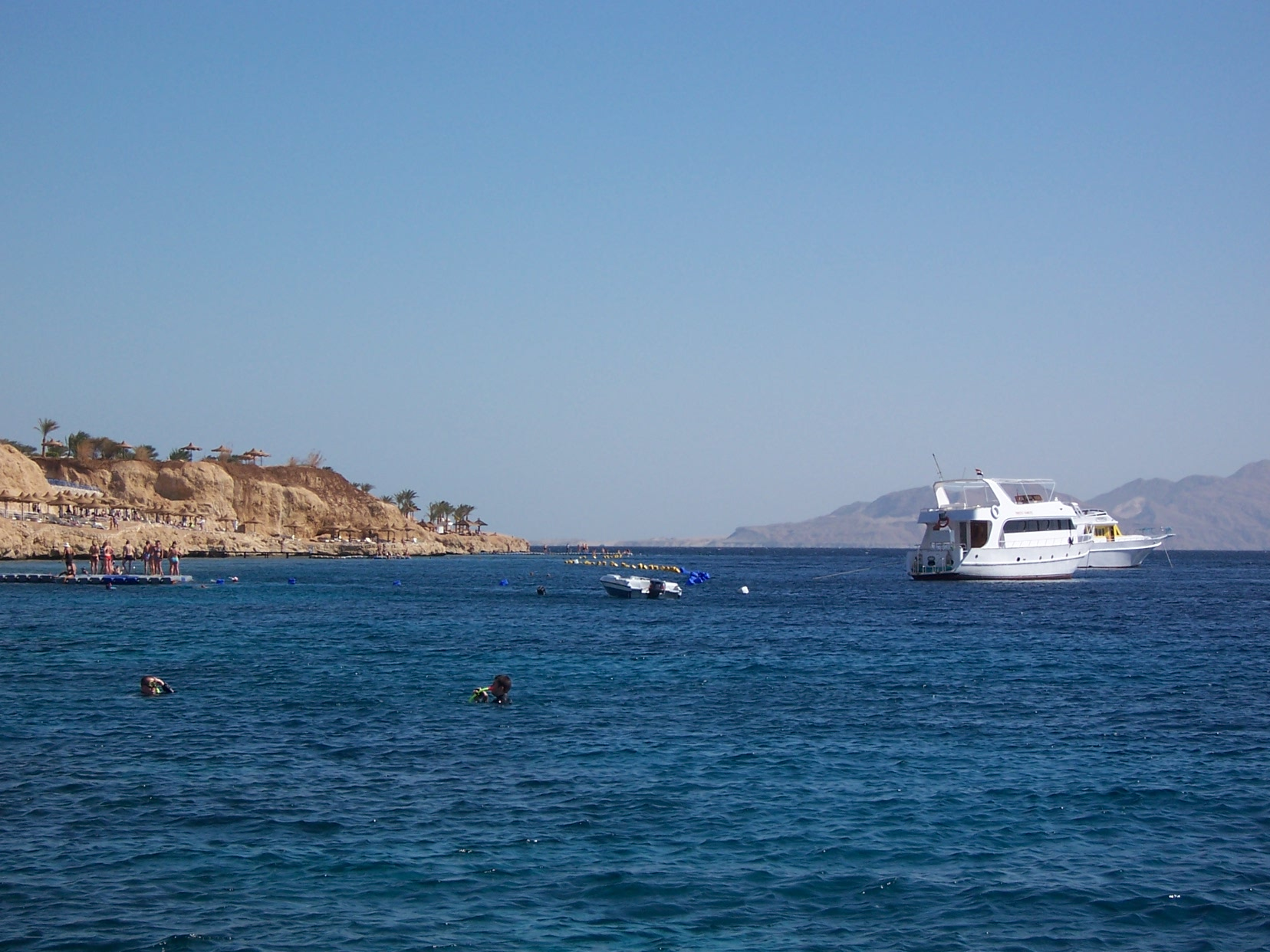
Na Cieśninie Tirańskiej

## Sport
W mieście rozgrywane są, cyklicznie co tydzień, kobiece turnieje tenisowe rangi ITF, pod nazwą Soho Square Egypt F1 Women’s Future  , z pulą nagród 15 000 $.

## Zamachy bombowe w 2005
23 lipca 2005 w mieście doszło do zamachów bombowych, w wyniku których zginęły 64 osoby (niepotwierdzone szacunki sugerują, że mogło to być nawet 88 osób), a około 200 zostało rannych.

## Katastrofa B737 pod Szarm el-Szejk
3 stycznia 2004 samolot Boeing 737 linii Flash Airlines runął do Morza Czerwonego zaraz po starcie z lotniska w Szarm el-Szejk. Nikt z 148 pasażerów (w tym 135 Francuzów) nie przeżył. Przyczyną była prawdopodobnie usterka techniczna.

## Katastrofa A321 pod Szarm el-Szejk
31 października 2015 r. samolot Airbus A321 rosyjskich linii czarterowych Metrojet (dawniej Kogalymavia), lecący z Szarm el-Szejk do Petersburga rozbił się na półwyspie Synaj 24 minuty po starcie. Nie ocalał nikt z 224 pasażerów i członków załogi. Bojownicy z tzw. „Państwa Islamskiego” twierdzą, że przemycili bombę na pokład rosyjskiego samolotu po wykryciu luk w systemie bezpieczeństwa na lotnisku w egipskim kurorcie Szarm el-Szejk. Miał to być odwet za rozpoczęcie przez Rosję bombardowań przeciwników Baszszara al-Asada w Syrii.